# Немчанка (сельское поселение Коноваловка)
Немчанка — посёлок в Борском районе Самарской области. Входит в состав сельского поселения Коноваловка.

## География
Находится на расстоянии примерно 8 километров по прямой на северо-запад от районного центра села Борское.

## Население
Постоянное население составляло 77 человек (русские 63 %, мордва 35 %) в 2002 году, 75 в 2010 году.